# Peque, Zamora
Peque là một đô thị trong tỉnh Zamora, Castile và León, Tây Ban Nha. Dân số xấp xỉ 200 người.